# Akut koronart syndrom
Akut koronart syndrom er en samling tegn og symptomer der er relateret til hjertet. Det skyldes som regel iskæmisk hjertesygdom, men kan også skyldes andre ting (f.eks. indtagelse af rusmidlet kokain). Symptomer er bl.a. brystsmerter, sveden, kvalme og åndenød.